# Cystiscus triangularis
Cystiscus triangularis is een slakkensoort uit de familie van de Cystiscidae. De wetenschappelijke naam van de soort is voor het eerst geldig gepubliceerd in 2008 door Cossignani.